# Chenopodiastrum simplex
Chenopodiastrum simplex är en amarantväxtart som först beskrevs av John Torrey, och fick sitt nu gällande namn av S. Fuentes, Uotila och Borsch. Chenopodiastrum simplex ingår i släktet Chenopodiastrum och familjen amarantväxter. Inga underarter finns listade i Catalogue of Life.